# Ellen de Lima
Helenice Teresinha de Lima Pereira de Almeida, a Ellen de Lima (Salvador, 24 de março de 1938) é uma cantora e atriz brasileira que fez sucesso durante o período dourado do rádio, na década de 1950. Tornou-se conhecida do público por ser a intérprete da célebre "Canção das Misses", escrita por Lourival Faissal, para servir de tema do tradicional concurso de Miss Brasil.

## Início da carreira
Ellen nasceu na Bahia, mas já aos dois anos seguiu para o Rio de Janeiro. Começou sua carreira em 1950 no programa de calouros de César de Alencar, na Rádio Nacional, bem como no "Alvorada dos Novos", da Mayrink Veiga, pela qual foi contratada em 1954 para apresentar-se no Rio e em São Paulo.
Foi uma das primeiras contratadas da Columbia (depois CBS e atual Sony-BMG), no Brasil, lançando nesse mesmo ano o seu primeiro disco, a convite do maestro Renato de Oliveira, com o samba-canção "Até Você" (Armando Nunes) e o slow-fox "Melancolia" (Allain Romans, versão de Capitão Furtado).
Em 1957, fez muito sucesso com o bolero "Vício" (Fernando César), gravando seu primeiro LP, "Ellen". Esta canção tocava simultaneamente em varias rádios do Rio de Janeiro.

## Canção das misses
Foi na década de 1960 que Ellen de Lima conquistou o público brasileiro com a "Canção das Misses", tema do concurso de Miss Brasil, à época promovido pelos Diários Associados. Até hoje, presente em seus shows.